# فدراسیون فوتبال ماداگاسکار
فدراسیون فوتبال ماداگاسکار (فرانسوی: Fédération Malagasy de Football, FMF‎) نهاد اداره‌کننده مسابقات فوتبال و فوتسال در کشور ماداگاسکار است.
این فدراسیون که در سال ۱۹۶۱ تأسیس شده عضو کنفدراسیون فوتبال آفریقا و فیفا نیز می‌باشد و مقر آن در شهر آنتاناناریوو است.